# Oreochromis lepidurus
Espèce
Statut de conservation UICN

 EN  : En danger
Synonymes
- Tilapia lepidura Boulenger, 1899
- Tilapia andersonii (non Castelnau, 1861)[1]

Oreochromis lepidurus est une espèce de poisson de la famille des cichlidae et de l'ordre des Cichliformes. Cette espèce est endémique de l'Afrique. Il fait partie des nombreuses espèces regroupées sous le nom de Tilapia.

## Répartition géographique
Cette espèce est endémique de l'Afrique. Cette espèce ce rencontre dans le bassin inférieur du fleuve Congo. Également signalé dans les rivières côtières du nord de l'Angola.